# Pleistodontes immaturus
Pleistodontes immaturus är en stekelart som beskrevs av Wiebes 1963. Pleistodontes immaturus ingår i släktet Pleistodontes och familjen fikonsteklar.
Artens utbredningsområde är Papua Nya Guinea. Inga underarter finns listade i Catalogue of Life.